# Útěchovičky (Pelhřimov)
Útěchovičky, bis 1919 Outěchovičky (deutsch Klein Autiechowitz) ist ein Ortsteil von Pelhřimov in Tschechien. Er liegt sechs Kilometer nordöstlich von Pelhřimov und gehört zum Okres Pelhřimov.

## Geographie
Útěchovičky befindet sich auf dem Hügel Vršek (607 m) zwischen den Tälern der Hejlovka und des Kopaninský potok in der Böhmisch-Mährischen Höhe. Nordwestlich des Ortes führt die Trasse der Staatsstraße 34 / E 551 zwischen Pelhřimov und Humpolec vorbei. 
Nachbarorte sind Onšovice im Norden, Velký Rybník im Nordosten, Žirov im Osten, Rybníček, Jelcovy Lhotky und Strměchy im Südosten, Chvojnov im Südwesten, Kojčice im Westen sowie Dehtáře im Nordwesten.

## Geschichte
Die erste urkundliche Erwähnung des Dorfes stammt aus dem Jahre 1379. Outěchovičky gehörte zu dieser Zeit zur bischöflichen Herrschaft Řečice. Nach deren Teilung kam der Ort zur Herrschaft Pelhřimov. Gepfarrt war Outěchovičky zur Kirche Maria Himmelfahrt in Chvojnov.
Nach der Aufhebung der Patrimonialherrschaften wurde Outěchovičky 1850 ein Ortsteil der Gemeinde Chvojnov im Bezirk Pelhřimov. Im Jahre 1900 bestand das Dorf aus 24 Häusern und hatte 118 Einwohner. 1919 wurde der Ortsname in Útěchovičky geändert. Am 1. Januar 1980 wurde der Ort zusammen mit Chvojnov in die Stadt Pelhřimov eingemeindet. 1991 hatte der Ort 38 Einwohner. Im Jahre 2001 bestand das Dorf aus 12 Wohnhäusern, in denen 34 Menschen lebten.

## Ortsgliederung
Útěchovičky ist Teil des Katastralbezirk Chvojnov.

## Sehenswürdigkeiten
- Kleine Kapelle am Dorfplatz